# Ocotea andina
Ocotea andina är en lagerväxtart som beskrevs av Van der Werff. Ocotea andina ingår i släktet Ocotea och familjen lagerväxter. Inga underarter finns listade i Catalogue of Life.